# 约翰·海廷加
约翰·海斯伯特·阿兰·海廷加（荷蘭語：John Gijsbert Alan Heitinga，1983年11月15日—），前荷蘭職業足球員，司職後衛，職業生涯有一半以上時間效力阿贾克斯。現時為阿贾克斯主教練。

## 生平

### 球會
海廷加是阿積士青訓人物之一，早於2001年新球季開始時已登場，起先上陣15場。其後因傷患休養達半年，至2003-04年球季才奠定正選位置，單在復出第一季已上陣26場。海廷加除了可司職中堅外也可扮演右閘。他在阿積士的最佳成績，乃2004年荷甲聯賽冠軍。2008年起已轉投西班牙球會馬德里體育會。
在西甲僅逗留了一季，於2009年9月1日轉會窗關閉前成功加盟英超愛華頓，轉會費初步為600萬英鎊，可增加到700萬英鎊，簽約五年。
2014年1月31日，海廷加自由转会加盟富勒姆，签约半年。
2014年6月，海廷加与德国俱乐部哈化柏林签订了一份为期两年的合约。

### 國家隊
海廷加早在2004年入選國家隊，首場比賽乃2004年2月18日對陣美國的友誼賽。2004年歐洲國家杯荷蘭打了五場比賽，他上陣了其中三場。其後荷蘭教練雲巴士頓執掌國家隊，海廷加成為雲巴士頓的麾下人物之一。
海廷加随队参加了2006年世界杯，但在八分之一决赛中输给葡萄牙队，未能进入八强。2010年，海廷加参加了2010年世界杯，并帮助球队打入了决赛，但在决赛的加时赛部分的第109分钟，其因为累计两张黄牌而被罚下场，荷兰队的大门随后与在第117分钟被伊涅斯塔攻破，最终荷兰队痛失冠军。

## 榮譽

### 荷兰国家队
- 世界杯亚军：2010年

### 阿積士
- 荷甲聯賽冠軍：2001/02年、2003/04年；
- 荷蘭盃：2002年、2006年、2007年；
- 告魯夫盾：2003年、2006年、2007年、2008年；

## 外部連結
- 约翰·海廷加 – FIFA國際賽競賽紀錄 (存檔)
- Johnny Heitinga - Official website （页面存档备份，存于）
- （荷兰文） Profile
- Voetbal International website and 2007/2008 presentation magazine （页面存档备份，存于）